# سوادي قمحي
سوادي قمحي (الاسم العلمي: Ustilago tritici) هي نوع من الفطريات تتبع جنس فطر السوادي من فصيلة السوادية.
هو الفطر المسبب بمرض تفحم القمح.